# Тети Канароне (Торино)
Тети Канароне је насеље у Италији у округу Торино, региону Пијемонт.
Према процени из 2011. у насељу је живело 72 становника. Насеље се налази на надморској висини од 297 м.